# Starsailor
Starsailor es una banda de rock alternativo originaria de Chorley, Inglaterra.
Sus integrantes se conocieron y formaron el grupo en el St. Michael's CE High School en Chorley, Lancashire.

## Historia
El bajista James Stelfox y el baterista Ben Byrne habían tocado juntos en el norte de Inglaterra durante algunos años. Cuando el cantante del grupo cayó en enfermedad, reclutaron al cantante y compositor joven James Walsh de un coro de la escuela. James, estaba influenciado por Jeff Buckley y en particular, por su álbum Grace y por Oasis. La banda, entonces llamada Waterface había probado a un número de guitarristas antes de que pidieran que Barry Westhead se uniera en 2000 en los teclados. Él había estado enseñando judo y había tocado el órgano para una iglesia cerca de su ciudad natal. Su llegada se anunció como el acontecimiento más significativo de la formación del grupo. Walsh también tocó la guitarra, después de la frustración de no encontrar a un buen guitarrista. La banda comenzó a acumular reputación, y su nombre cambió a Starsailor homenaje al álbum de 1970 Starsailor de Tim Buckley. Un periodista de NME los vio tocar en 2000 y les dio una crítica favorable. "Un encuentro en vivo fue suficiente para convencer a muchos escépticos que aquí había una banda que era genuinamente especial, bendecida con un cantante cuya voz cautivaba, que desvió la melancolía del indie y estaba claramente enamorado del rock'n'roll y todas sus posibilidades." Su performance en el festival de Glastonbury sumó reputación al grupo y condujo a una guerra de ofertas entre las compañías discográficas del Reino Unido.
Starsailor firmó con EMI en 2000. En 2008, debido a una reestructuración del sello discográfico, la banda fue trasladada a Virgin Records, una subdivisión de EMI.

## Música

### Love is Here (2000-2002)
Fever fue el primer sencillo, se lanzó a principios del 2001. La canción, y sus dos lados 'B' Love is here y Coming Down fueron extraídos de una grabación demo realizada en el verano boreal del 2000. Los tres tracks fueron incluidos luego en el primer álbum de Starsailor Love is here, pero los últimos dos fueron regrabados.
En marzo de 2001, la banda hizo su primera gira por el RU, que consistió en 11 conciertos por Inglaterra. Su segundo sencillo Good Souls fue editado en abril y contenía un cover de la canción de Van Morrison The Way Young Lovers Do en el lado B. Durante ese tiempo, la banda fue grabando su primer disco en los estudios Rockfield, País de Gales.
Por ese entonces, Starsailor tocaba en sus conciertos canciones que incluirían luego en su primer álbum, sobre todo Poor Misguided Fool, Lullaby y Way To Fall. Una versión acústica de Alcoholic salió como promoción de la revista NME a principios del 2001. La fecha concreta de la salida del disco fue agosto de ese año.
Fueron teloneros de 'Manic Street Preachers en Glasgow y de Doves en su gira por Norteamérica. También actuó por primera vez en un festival, como el V Festival y el Germany's "Rock Im Park". Alcoholic fue el tercer single que editaron y se situó en el puesto número diez del chart, la segunda posición más alta de la banda hasta la fecha. La versión single era sólo una versión más extendida de la extraída del álbum.
Su disco Love is Here alcanzó el #2 en el RU en octubre del 2001 después de recibir críticas favorables. Combinando una mezcla entre el acústico de la guitarra y los preciosos vocales de Walsh. la crítica dijo que la canción "te deja los pelos de punta".
El año finalizaba para Starsailor, ganando el premio "Mejor artista promesa" en los galardones NME y la salida de su cuarto sencillo, Lullaby que si situó en el puesto #36. Algunos fanes se quejaban ante la imposibilidad de adquirir su sencillo.
Tocaron en el London's Astoria el 4 y 8 de febrero de 2002. La primera fecha consistió en un concierto en ayuda a la prevención de los niños soldados, que incluyó artistas como Travis y Ryan Adams. El 8.º vio el estreno de 'Born Again', que eventualmente sería editado como sencillo. El concierto fue notable ya que la banda fue unida sobre el escenario por dos cantantes de apoyo y un violoncelista. James Walsh dijo a NME. COM después del espectáculo que él pensó que el espectáculo fue "asombroso, algo realmente especial" mientras el bajista James Stelfox dijo: "uno de los mejores".
El verano boreal 2002 vio una contienda entre Walsh y Noel Gallagher de Oasis. Gallagher había llamado al cantante de Starsailor 'un idiota' en una entrevista para la revista NME; algo negado por el acusado. Sin embargo, cuando Walsh enfrentó a Gallagher en el T In The Park Festival 2002, Gallagher expresó que si él lo dijo, entonces debía ser cierto. El hermano de Noel, Liam, estuvo implicado, según se dice haciendo frente a Walsh durante el mismo día. En unos conciertos después de esto, especialmente en el V Festival del 2002, el cantante de Starsailor anunció: 'es agradable estar bien, y bien para ser agradable' (It's nice to be good and good to be nice). Gallagher declaró que el incidente era 'lo más importante que Walsh ha hecho en su vida'. La contienda fue resuelta en Glastonbury en 2004.
Peter Kay estuvo con la banda en el escenario en el Concierto de Navidad de 2002 en el Warrington's Parr Hall.

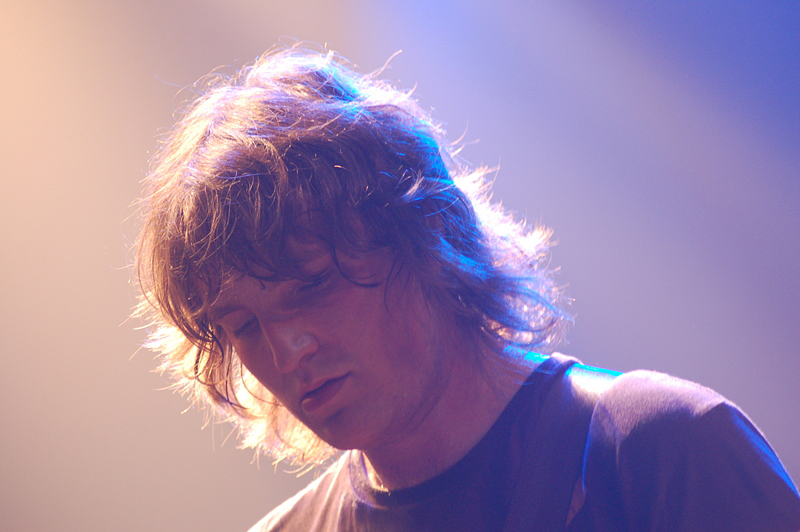
James Walsh.

### Silence is Easy (2002-2005)
Starsailor formó grupo con Phil Spector para su segundo álbum, Silence is Easy, que fue grabado en Los Ángeles. La colaboración ocurrió después de que la hija de Spector, Nicole, asistiera a uno de los conciertos de invierno de la banda en Estados Unidos. Spector, se quedó fascinado por Lullaby, el cuarto sencillo. Después de la reunión con el productor, la banda acordó trabajar con él para su segundo álbum. Sin embargo, la colaboración fue efímera, las secciones en el London's Abbey Road se tornaron difíciles. Se dice que Spector discutió con Ben Byrne, el baterista confirmando lo complicado que es trabajar con él. Sólo dos tracks se hicieron para su segundo álbum, "Silence is easy"- que fue el track que da nombre al álbum así como White Dove. La banda coprodujo las otras siete canciones con Danton Supple y con el productor miembro de Blur John Leckie quien se encargó de revisar la grabación de 'Shark food'.
El primer sencillo fue Silence is Easy, que llegó al Top 10 (#9, el mejor puesto de la banda). La reputación de Spector se vio reducida más tarde por su detención bajo la sospecha de asesinato.
Al álbum se posicionó bien, pero las ventas fueron menores en comparación al primer álbum de la banda. Su trabajo salìo muy pronto del Top 40.
Un tour completo por el Reino Unido inicio en el otoño de 2003, culminando en el Brixton Academy de Londres. El show incluyó la única presentación conocida de 'Restless heart' (al menos hasta que no volvieron a hacerlo en su Tour por Norteamérica en 2006) el track que cierra Silence is Easy.
Mark Collinsde The Charlatansestuvo al lado de Starsailor en todas las fechas entre agosto de 2003 a diciembre de 2003 tocando las guitarras principales o las adicionales.
El álbum tuvo solamente tres sencillos, el segundo fue Born Again salido del lado B de Poor Misguided Fool, realizado a comienzos de 2002. La canción fue regrabada para el álbum y reducida para una edición de radio. Four to the Floor que fue remixada también por Thin White Duke, se convirtió en un popular éxito de club.
Walsh quería que el track se convirtiera en el "I am the Resurrection" de la banda, para ser tocada "En cualquier Indie-Disco"
En su gira perteneciente a la segunda mitad del 2007,y en la que incluyeron un presentación en un estadio de fútbol en Buenos Aires (Argentina) junto a Travis y The Killers, Starsailor dio un completo repaso de su repertorio musical, incluyendo las de Silence is easy. Cuando tocaban Fidelity y la canción estaba por terminar, el vocalista empezó a cantar el coro de "Under my umbrella" de Rhianna. El público lo tomó con gracia e inclusive coreó a viva voz la canción.

### On the Outside (2005-2007)
EMI le dio un buen tiempo a la banda para grabar su siguiente álbum; teniendo al productor Rob Schnapf para producirlo, el grupo se trasladó a Los Ángeles para grabar. Cinco posibles títulos surgieron; (Faith, Hope, Love / Here I Go/ Ashes o In the Crossfire / I don't know / Counterfeit Life), pero la banda se fue por "On the Outside" (En las afueras), una declaración sobre su posición en la industria musical. El sonido era diferente a sus dos trabajos previos; era más pesado que sus predecesores. Starsailor había siempre recibido halagos por su sonido en vivo, pero estos trabajos sonaban endebles al compararlos con este, admitió Stelfox, El contenido lírico fue también más agresivo; "In the Crossfire" (originalmente llamada 'Ashes') menciona la guerra en Irak en su coro, mientras que 'Jeremiah' habla de Jeremiah Duggan, un manifestante Antiguerra que murió en circunstancias que aún no han sido aclaradas. http://www.justiceforjeremiah.com./ ).
La grabación se hizo toda para grabarse, y la banda no usó software de Edición como herramientas de programa para "perfeccionar" la grabación. Byrne más tarde remarco que su batería en "White light" tardo un buen tiempo en quedar; remarcando el deseo de la banda de hacer el disco con que ellos estarían felices.
Starsailor lanzó su tercer álbum, On the Outside, en el Reino Unido el 17 de octubre de 2005 de donde se desprendió el primer sencillo del álbum, "In the Croosfire". Las críticas aclamaron el lanzamiento con muchas citándolo como un regreso en forma. A pesar de esto, las apariciones promocionales que incluyeron un set en vivo y una firma en el HMV Oxford Street de London no ayudaron a las ventas- el álbum llegó a las listas en el número 13.
Desde septiembre de 2005, Richard Warren ha formado parte de la banda cuando tocan en vivo, ayudando a Walsh con guitarras adicionales, vocales e incluso partes con harmónica. De nuevo, el tour de la banda por Reino Unido finalizó en el Brixton Academy. Enseguida, la banda viajó por Europa, tocando en diferentes fechas en Francia donde Four to the Floorfue el hit número uno en 2004. Después del concierto en París el 3 de abril, Walsh y Warren fueron los DJ en el Aftershow party.
Del álbum se han desprendido tres sencillos; This Time y Keep Us Together siguieron después de 'In The Crossfire'. A pesar de la promoción del sencillo con apariciones en Londres y Leeds, 'Keep Us Together' fue el primer sencillo que no alcanzó el Top 40 del Reino Unido. El video promocional 'This Time' pareciera ser una referencia cultural a la película Run Lola Run, pero puede que no sea intencional.
Starsailor tocó en diferentes festivales en el verano boreal de 2006; entre los más notables están 'Hyde Park Calling' el primero de julio de 2006, al lado de Roger Walters, y el V Festival, que es realizado en Stafford y Chelmsford. Incluso apoyaron a los Rolling Stonesen su tour 'Bigger Bang' en Múnich y Hamburg.
Durante el verano boreal llegó el anuncio de que On the Outside se lanzaría con Artists Addiction Records en Estados Unidos el 22 de agosto, las fechas en Estados Unidos incluyen Nueva York en septiembre 11.
A finales de 2006, Starsailor tuvo un tour por Norteamérica, tocando shows titulares y apoyando a James Blunt. En enero de 2007 realizaron su primer viaje a Moscú con una única presentación en el B1 Club de Moscú y un lleno casi total.
De acuerdo con su sitio oficial de la banda, Kelly, compañera sentimental de Barry Westhead dio a luz a un bebé el 12 de abril que fue llamado Joseph. Su bajista, James Stelfox igualmente se convirtió en padre ese año cuando su compañera dio a luz una hija que fue llamada Ella en noviembre mientras que el resto de la banda estaban haciendo su primer tour por Corea.
Starsailor fue elegido como reemplazo de Amy Winehouse de teloneros de The Rolling Stones en su paso por Alemania. Abrieron para las leyendas del rock por primera vez en Hamburgo. El vocalista James Walsh dijo a BBC 6 Music "Lo escuchamos el domingo por la noche, nuestro agente nos dio una frenética llamada, preguntando qué estaríamos haciendo esta semana, afortunadamente la teníamos libre". A finales de 2007 James Walsh se presentó en el XFM Manchester's Winter Wonderland en Mánchester Apollo el 11 de diciembre para realizar un acústico.

### All the Plans (2007-2009)
En 2007 Starsailor empezó la grabación de demos para su siguiente trabajo que precede a 'On The Outside' de 2005. De acuerdo con su Myspace su vocalista, James Walsh describió a su primer sencillo (Tell Me It's Not Over) como: la canción por la que todos estamos delirando (...) 'Lights Out' o 'Tell Me It's Not Over' (no lo hemos decidido todavía!), agregando además que "Tiene un beat de batería masivo, reminiscencia de Doves y U2. Otro grupo como estas y tendremos realmente un gran álbum". Basados en lo que James Walsh ha dicho, el nuevo álbum tendrá "un gran balance entre la parte más pesada y la más emocional de la banda". El más importante anunció es que pese a mantener la línea de On the Outside, Starsailor va a regresar para su próximo trabajo con las baladas que caracterizaron sus dos anteriores éxitos.
En un mensaje más reciente, la banda dijo que ya había escrito 15 canciones para el álbum y hecho demos de las canciones 'Let Go', 'Do You Beleive In Love?', 'Won't Stop Now' y 'Change My Mind'.
'Rebel Blues', 'Miss You', 'Here's To The Man' y 'Let Go' fuerontambién otros nombres mencionados como posibles canciones en otros mensaje
En una entrevista para Manchester evening news[ en septiembre de 2007 James Walsh admitió que le gustaría que Starsailor fuera "más grande" y más exitoso. Walsh agregó además que el cuarto álbum tenía "mucho de soul" y que "han tratado de escribir canciones 'clásicas' y trabajar en los sonidos alrededor de ellos en vez de experimentar demasiado".
"Aunque no hay un tema en particular para el nuevo material "la vida de casado y la política internacional son ingredientes claves" entre las 16 canciones que han sido grabadas a la fecha".
James Walsh 
Starsailor empezó a tocar en diferentes eventos durante los meses de grabación del cuarto álbum. James Walsh también tocó en el festival SXSW en Texas e hizo un show acústico en Londres el 12 de marzo de 2007 donde toco la canción "Tell me it's not over". El show se destaca por no tener un setlist y por rarezas tales como tocar 'Restless Heart' (canción raramente interpretada por la banda) gracias al pedido de un fan ubicado en las primeras filas del auditorio. Además se tocó 'Tell me it's not over', el track de su álbum en progreso (en las siguientes presentaciones se vio a Walsh probando el sonido de la canción. Walsh y Stelfox tocaron para un unplugged el 13 de abril de 2007 en Suiza con Mark Collins(Charlatans). Esa noche tocaron 2 canciones que probablemente estarán en su cuarto álbum.
Más tarde compartieron escenario con the Rolling Stones en Europa a mitad de junio; estas fechas fueron adiciones que pudieron ser adecuadas con el horario de la banda en el Festival.
El concierto previo al apoyo a los Stones fue en Den Haag, Holanda; la banda debutó la primera versión completa de "Tell Me It's Not Over". Starsailor se embarcarcó en un tour en el Reino Unido para octubre de 2007 en apoyo al Comercio Justo. En este evento se presentaron nuevas canciones del cuarto álbum entre las que cabe destacar "Boy in waiting" y "All the plans" además la canción "Tell me it's not over" cambió sustancialmente su letra.
En noviembre fue confirmado la primera visita de Starsailor a Latinoamérica (Argentina y Chile) después de un largo tiempo de especulaciones acerca de esta posibilidad. Starsailor abrió para The Killers en noviembre de 2007 en sus fechas en Argentina y Chile abriendo la posilidad de más fechas que podrían hacer por su propia cuenta en más países de la región. En su presentación en octubre 30 en Buenos Aires fueron recibidos por casi 200 fanes. Cantaron Tell me it's not over así como Boy in waiting. En otra entrevista, esta vez con el diario Chileno "La Tercera" anunciaron que presentarán la canción "Tell Me Is Not Over" oficialmente por primera vez en público con el conocimiento público.
En enero de 2008 fue confirmado que Starsailor tocará en junio para el Festival de la Isla de Wight el último día siendo The Police el acto principal en esa fecha y que también tocarán en el Hard Rock Calling en Hyde Park el mismo mes con The Police otra vez como acto principal. Se espera que para esta época Starsailor este promocionando su cuarto álbum.
Starsailor fue invitado por la banda The Parlotones a Johannesburgo en octubre de 2008 habiendo tocado así, con esta gira en cada uno de los continentes."
En enero de 2008 fue confirmado que Starsailor tocaría en junio en el festival de Isle of Wight en el último día siendo The police el acto principal en esa fecha que tocaron y también tocaron en el Hard Rock Calling en Hyde Park el mismo mes con The police. Además tocaron en 'Rockin' Park' en Holanda el sábado 28 de junio, en el tercer día del Cactus Festival en Minnewaterpark, Bélgica el sábado 12 de julio y el de apertura del Air Gampel Festival en Suiza el sábado 16 de agosto.
Durante diciembre de 2007 fue publicado en Youtube un video de James haciendo una versión de la canción "Santa Claus is coming to town" en el set de grabación del cuarto álbum.
El cuarto álbum de Starsailor deberá estar terminado para la primavera lo que podría significar que probablemente será estrenado para el verano.
El 25 de febrero de 2008 Starsailor se presentó en un show íntimo en una localización en Londres donde agregaron en su setlist tres nuevos nombres de posibles tracks que podrían estar presentes en el nuevo álbum: Walk These Wet Streets, Keep The Blues Away y Stars & Stripes.
El 19 de septiembre de 2008 Starsailor se presentó en la segunda edición del concierto 'Stars of Europe' en Bruselas apoyando a UNICEF, en el cual realizaron una versión del sencillo de U2 All I Want Is You
Más tarde fue confirmado Steve Osborne como el productor del álbum. Steve Osbourne ha producido también el primer álbum de estudio de Starsailor.
El 20 de marzo de 2008 el líder James publicó en el foro odicial de Starsailor el anuncio en que decía que el álbum había sido completado.
En abril de 2008 The Sun reveló que, Ronnie Wood de The Rolling Stones había aceptado trabajar con la banda en su nuevo álbum después de un aproximamiento con el cantante líder James Walsh.

El 16 de octubre de 2008 fue oficialmente confirmado que el nuevo álbum se llamará 'All The Plans' y será lanzado en marzo de 2009."
El 3 de diciembre fue lanzado el EP Boy In Waiting como una descarga digital gratuita alrededor del mundo para aquellos que pre-ordenaran la versión Deluxe de All The Plans. Contiene tres de los tracks que no pudieron formar parte de All The Plans.
El álbum debutó en el número 26 en los Charts de Inglaterra el 14 de marzo de 2009, mientras que Tell Me It's Not Over' estuvo una semana en los Charts de sencillos de Inglaterra y alcanzó el #5 en los Charts de Bélgica convirtiéndose en el sencillo de Starsailor más exitoso en este país.
El 20 de mayo de 2009 Starsailor fue nombrado el artista filantrópico del año del Hard Rock Cafe en reconocimiento a su trabajo en apoyo a la Fundación Caron Keating, la AECC de Barcelona y Nordoff – Robbins Music Therapy, así como haber contribuido con una versión exclusivo de Military Madness por Graham Nash en el álbum de caridad World Hunger Year Serve3.

## Receso(2009 - 2014)
El vocalista, James Walsh empezó a trabajar en un proyecto como solista a finales de 2009. El 13 de noviembre de 2009 fue oficialmente anunciado por el Lancashire Evening Post que Starsailor tomaría una pausa y que James Walsh se estaba concentrando en su carrera como solista.
En una entrevista para VirtualFestivals.com él declaró que en ese momento estaba trabajando en su primer álbum como solista y que estaba escribiendo las líricas con la compositora y cantante estadounidense Suzanne Vega.

## ¿Regreso?
El 7 de abril de 2014, Starsailor anunció su regreso a los escenarios. Aunque la noticia emocionó mucho a sus fanáticos solo dijeron que será por un periodo limitado.

## Soundtracks
- Su canción "Way to Fall" suena durante los créditos finales al final del videojuego Metal Gear Solid 3: Snake Eater. Además suena en el episodio 9 de la temporada 5 de La Casa de Papel.

- Un video musical de Bring my Love fue realizado en DVD 2 de los 2 DVD trajeron aOldboy, realizados en Alemania y Austria. El video consiste enteramente en clips de la película.

- La canción "Four to the Floor" fue remixada e incluida en el banda sonora de la película Layer Cake.

- 'Keep Us Together' ha sido usada frecuentemente en 'Match Of The Day'.

- Peter Kay estuvo con la banda en escenario en el Concierto de Navidad de 2002 junto con Warrington's Parr Hall.

- Han abierto para James Blunt en su tour por Norteamérica.

- Después de haberse realizado como sencillo, 'Sky Sports' uso una versión instrumental de "Four to the Floor" como fondo musical para varios tours televisados internacionales de Cricket. La BBC también ha usado una versión instrumental como fondo musical para los Commonwealth 2006 interactive services.

- La canción "I Don't Know" de su álbum On the Outside fue incluida en la segunda temporada de Veronica Mars.

- La canción "Some of Us" de su álbum "Silence is Easy" fue añadida en el quinto episodio de Bones

- La canción "Faith Hope Love" de su álbum On the Outside fue utilizada en la segunda temporada, episodio 5 de Grey's Anatomy

- La canción "Tie Up My Hands" fue utilizada para el show de Televisión "Trigger Happy TV"
- La canción "Rise Up" fue recientemente usada para el episodio final de temporada de la serie Estadounidense Eli Stone
- La canción "Tie Up My Hands" es actualmente utilizada para el tráiler del filme independiente de Hilary Duff "GRETA", filme próximo a estrenarse en México el 25 de noviembre en DVD.

## Miembros de la banda
- James Walsh: voz y guitarras.
- Barry Westhead: sintetizadores, piano eléctrico, piano acústico y órgano Hammond.
- James Stelfox: bajos
- Ben Byrne: baterías

Miembros de acompañamiento
- Mark Collins: guitarras adicionales y coros (2003 - 2004).
- Richard "Echoboy" Warren: guitarras adicionales, coros y armónica (2005 - 2006).
- Pete Greenwood: guitarras adicionales (2008 - 2009).

## Discografía

### Álbumes
- Love Is Here (8 de octubre de 2001)
- Silence Is Easy (15 de septiembre de 2003)
- On the Outside (17 de octubre de 2005)
- All the Plans (9 de marzo de 2009)
- All This Life (1 de septiembre de 2017)